# Papila foliácea

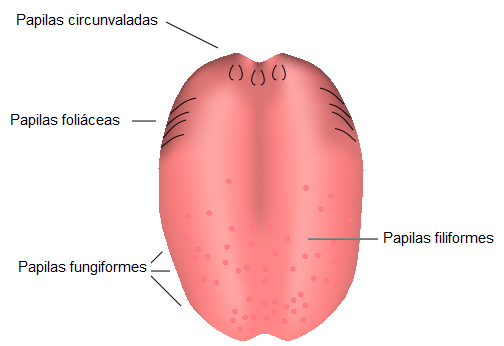
Localização das papilas gustativas na língua humana.

As papilas foliáceas são papilas gustativas da língua com forma similar à de "folhas" e estão localizadas nas bordas laterais da língua.